# Hristo Dončev
Hristo Dončev (en bulgare : Христо Петров Дончев), né le 24 juin 1932, est un ancien joueur bulgare de basket-ball.

## Palmarès
- 3e du championnat d'Europe 1961